# Dankovci
Ne zamenjujte z naseljem Andovci.
Dankovci (madžarsko Őrfalu, nemško Thankendorf, nekoč prekmursko Danjkovci) so naselje v Občini Puconci.